# かんさいミッドナイトセレクション
かんさいミッドナイトセレクションは、2005年4月2日から2012年3月まで、NHK大阪放送局が近畿地方のNHK各放送局に向けて放送されたテレビ番組。

## 番組概要
- これは直近数年の間に、近畿各地の放送局が製作した番組（全国放送、ローカル問わず）で、再放送の要望が多かった作品を取り上げるもの。いわば「ミッドナイトチャンネル」の関西版。
- また再放送以外にも、大阪局主催の公開イベント（主にクラシック演奏会など）の模様も放送した。

## 放送時間
- 毎週土曜日深夜（日曜日未明）だが、放送時間は作品や前後の番組によって毎回異なる。

なお2011年7月のデジタル放送完全統合後は、マルチ編成を行う日があり、メイン011chでこの番組、サブ012chで東京からのミッドナイトチャンネルを編成することがあった

## 関連番組
- ミッドナイトチャンネル
- かんさい想い出シアター（土曜日5:15〜5:50）
- よるtoもっと（金曜日25:15〜）